# 쓰키미노역
쓰키미노역(일본어: つきみ野駅, つきみのえき)은 일본 가나가와현 야마토시에 있는 도쿄 급행 전철의 역이다. 역 번호는 DT26이다.

## 역사
- 1976년 10월 15일: 영업 개시. 개통 당시에는 덴엔토시 선의 종점으로 구내는 단선 승강장 1면 1선(현재의 상행 승강장)이었음.
- 1984년 4월 9일: 덴엔토시 선이 주오린칸 역까지 연장되면서 중간역이 됨.
- 2013년 10월 11일: 로프식 스크린도어 시험 운용 개시.
- 2014년 9월 7일: 로프식 스크린도어 시험 운용 종료.

## 역 구조
상대식 승강장 2면 2선의 지상역이다.
2002년경부터 도큐 레일 웨이 서비스에 역 업무를 위탁하고 있으며, 서비스 매니저가 배치되어 있다.
화장실은 이전까지 역 구내에 설치되지 않고, 역사 내 파출소 뒤쪽에 있는 야마토 시 공중 화장실이 그 대용으로 있었지만, 2007년에 개찰구 내에 신설되었다. 다기능 화장실도 설치되어 있다.

### 승강장
| 번호 | 노선        | 방향 | 행선                                                                |
| ---- | ----------- | ---- | ------------------------------------------------------------------- |
| 1    | 덴엔토시 선 | 하행 | 주오린칸 방면                                                       |
| 2    | 덴엔토시 선 | 상행 | 후타코타마가와・시부야・ 한조몬 선 오시아게・ 도부 선 가스카베 방면 |

## 역 주변
바로 가까이에 국도 제16호선・하치오지 가도가 지나고 자마 도로와 호도가야 우회 접속도가 접근하기 쉬운 곳에 있다. 대형 점포는 역 부근에서 주요 도로변에 집중되어 있다. 도보로 주오린칸 방향으로 이동할 경우에는 상당한 높낮이 차이가 있는 계곡을 경유하게 된다. 이전에는 역전에 도큐 스토어와 스포츠 클럽이 있었지만 모두 2001년에 폐점되어, 현재 철거지에는 아파트가 들어서 있다.
야마토 시 자전거 통행 공간 정비 사업으로 2014년과 2015년에 역 주변의 시도에 자전거 통행대가 정비되었다.
- 가나가와 현립 야마토 고등학교
- 야마토 시립 쓰키미노 중학교
- 야마토 시 쓰키미노 학습 센터
- 쓰키미노 야구장
- 야마토 쓰키미노 우체국
- 쓰키미노 자치 회관 (장례・집회장)
- 야마다 전기 야마토점
- 이온 쓰키미노점 - 도보 10분
- 교세라 디스플레이 연구소 야마토 사업소 (구, 일본 IBM야마토 사업소) - 도보 10분
- 북오프
- 유니클로
- PC DEPOT 야마토 GREAT CENTER

## 인접역
| 도쿄 급행 전철 덴엔토시 선    | 도쿄 급행 전철 덴엔토시 선 | 도쿄 급행 전철 덴엔토시 선  |
| ----------------------------- | -------------------------- | --------------------------- |
| DT25 미나미마치다 시부야 방면 | ■ 각역정차                 | 주오린칸 DT27 주오린칸 방면 |